# Burn for You
Burn for You es el decimotercer disco sencillo del grupo australiano de rock INXS, el tercero desprendido de su cuarto álbum de estudio The Swing, y fue publicado el 16 de julio de 1984. La canción fue escrita por Michael Hutchence y Andrew Farriss, y producida por Nile Rodgers.
Burn for You repitió el éxito de su predecesor I Send a Message y también alcanzó el número 3 en las Listas musicales de Australia. También alcanzó el número 29 en las listas de sencillos de Nueva Zelanda.
Para este sencillo no se incluyó ningún lado B inédito y se apostó por otro tema del álbum como Johnson's Aeroplane.
El video fue filmado por Richard Lowenstein, quien grabó a la banda durante una semana de conciertos al estilo de película casera, en Mackay, en el estado de Queensland. Hutchence le pidió a Lowenstein que fuera a Queensland para trabajar con ellos después de ver su trabajo en el video del sencillo de Hunters & Collectors "Talking to a Stranger". Este fue el inicio de una gran colaboración ya que éste fue el primero de quince vídeos que Lowenstein dirigió para INXS. El video ganó el premio al mejor video promocional en los premios Countdown Music and Video Awards de 1984, mientras que la banda ganó el premio a la mejor interpretación grupal en un video.

## Formatos[7]
En disco de vinilo de 7"
7 pulgadas julio de 1984. WEA 7-259443 /. Mercury Records 880 197-7 
| Lado A |                |                                    |          |  |
| N.º    | Título         | Escritor(es)                       | Duración |  |
| 1.     | «Burn for You» | Andrew Farriss y Michael Hutchence | 4:26     |  |

| Lado B |                       |                |          |  |
| N.º    | Título                | Escritor(es)   | Duración |  |
| 1.     | «Johnson's Aeroplane» | Andrew Farriss | 3:49     |  |

7 pulgadas 1984 Atco Records 7-99703  / 
| Lado A |                                  |                                    |          |  |
| N.º    | Título                           | Escritor(es)                       | Duración |  |
| 1.     | «Burn for You» (Remixed Version) | Andrew Farriss y Michael Hutchence | 3:38     |  |

| Lado B |                       |                |          |  |
| N.º    | Título                | Escritor(es)   | Duración |  |
| 1.     | «Johnson's Aeroplane» | Andrew Farriss | 3:49     |  |

En disco de vinilo de 12"
12 pulgadas julio de 1984. WEA 0-259442 /. Mercury Records 880 197-1 
| Lado A |                                  |                                    |          |  |
| N.º    | Título                           | Escritor(es)                       | Duración |  |
| 1.     | «Burn for You» (Remixed Version) | Andrew Farriss y Michael Hutchence | 6:09     |  |

| Lado B |                                     |                                    |          |  |
| N.º    | Título                              | Escritor(es)                       | Duración |  |
| 1.     | «Burn for You» (Remix)              | Andrew Farriss y Michael Hutchence | 3:38     |  |
| 2.     | «I Send A Message» (Extended Remix) | Andrew Farriss y Michael Hutchence | 4:46     |  |